# George Henry Rose
George Henry Rose (1771 – 17 juin 1855) est un homme politique et diplomate britannique. 

## Biographie
Il est le fils aîné de George Rose. Il fait ses études au St John's College, Cambridge. il est député pour Southampton de 1794 à 1813 et pour Christchurch de 1818 à 1832 et de 1837 à 1844. Il est greffier des Parlements de 1818 à 1855. Il est ambassadeur à Munich et à Berlin, et pour les États-unis en 1807-1808 dans le sillage de l'Affaire Chesapeake-Leopard. Cette dernière mission est un échec total en raison des instructions très dures qu'il reçoit de George Canning.
Il est le père de Hugh Rose (1er baron Strathnairn).